# Ragnhild Kaarbø
Ragnhild Kaarbø (ur. 26 grudnia 1889 w Harstad, zm. 20 sierpnia 1949 w Oslo) – norweska malarka awangardowa.

## Życiorys
Urodziła się w Harstad, w rodzinie Rikarda Olai Kaarbø i Anny Elisabeth Aagesdatter Lund. Postanowiła zostać malarką podczas nauki w szkole z internatem w Celle. Rozpoczęła naukę w Statens Håndverks- og Kunstindustriskole, po czym pobierała lekcje u Harriet Backer. W latach 1912–1914 uczyła się u fowisty Keesa van Dongena. Zadebiutowała w 1918 roku w Kunstnerforbundet, po czym wyjechała do Paryża, gdzie rozwijała się pod kierunkiem André Lhote’a i Pedra Araujo, następnie na początku drugiej połowy lat 20. XX w. pobierała nauki w Académie Moderne u Fernanda Légera i Amédée Ozenfanta. Brała udział w zagranicznych wystawach zbiorowych, w tym w Salonie Jesiennym (1922), Exhibition of Norwegian Art w Londynie (1928), Wystawie światowej w Paryżu (1937), czy wystawie International Women Painters, Sculptors, Gravers w Nowym Jorku (1940).

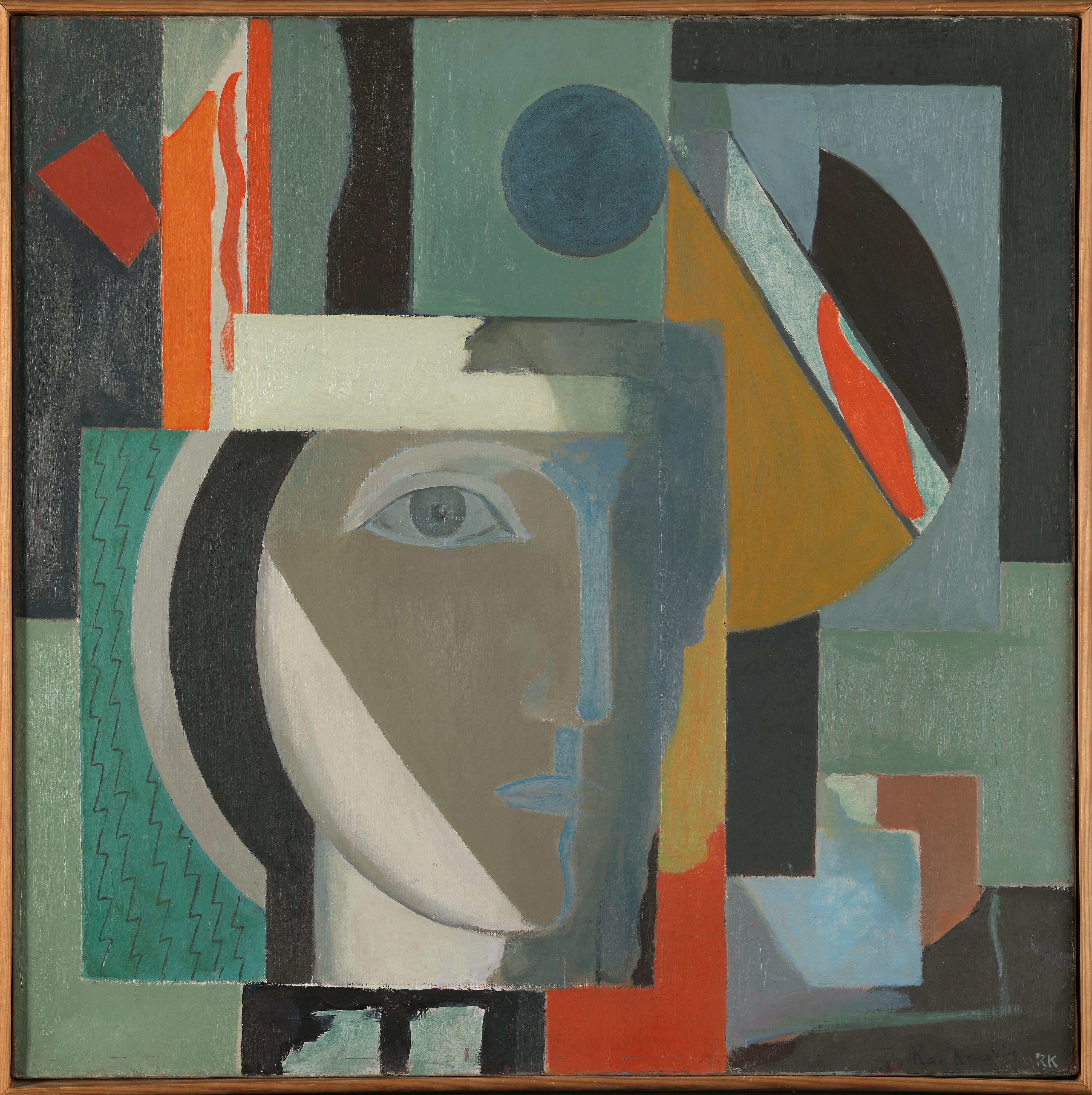
Komposisjon med hode, 1925, Narodowe Muzeum Sztuki, Architektury i Projektowania

Wraz z Ragnhild Keyser, Thorvaldem Hellesenem i Charlotte Wankel zaliczana jest do grona najważniejszych malarzy norweskiego modernizmu abstrakcyjnego. Na początku drogi twórczej, pod wpływem van Dongena, stworzyła szereg ekspresyjnych portretów kobiecych, zaś w okresie I wojny światowej malowała miejskie i marynistyczne pejzaże o wyrazistej kolorystyce. W latach 20. zaczęła tworzyć w duchu kubizmu i puryzmu. Negatywny odbiór przez krytykę wystawy Otte skandinaviske kubister w Oslo (1928), w której wystawiała z innymi skandynawskimi artystami tworzącymi w Paryżu, odbił się na jej dalszej drodze artystycznej. Pomimo możliwości wystawiania w Paryżu, powróciła do Norwegii i skupiła się na malowaniu pejzaży, tworząc przede wszystkim na podstawie obserwacji natury, jedynie sporadycznie powracając do tematów nawiązujących do abstrakcji.
Zmarła 20 sierpnia 1949 roku w Oslo.
Jej prace znajdują się w zbiorach m.in. Narodowym Muzeum Sztuki, Architektury i Projektowania w Oslo.